# Tabanus brevifrons
Tabanus brevifrons är en tvåvingeart som beskrevs av Krober 1931. Tabanus brevifrons ingår i släktet Tabanus och familjen bromsar. Inga underarter finns listade i Catalogue of Life.